# Barbula tenuicoma
Barbula tenuicoma là một loài rêu trong họ Pottiaceae. Loài này được Müll. Hal. ex Broth. mô tả khoa học đầu tiên năm 1924.